# Villalbarba
Villalbarba ist ein Ort und eine spanische Gemeinde (municipio) mit 100 Einwohnern (Stand: 2024) im Zentrum der Provinz Valladolid in der Autonomen Region Kastilien-León.

## Lage und Klima
Die ca. 720 m hoch gelegene Gemeinde Villalbarba liegt in der Iberischen Meseta knapp 40 km (Fahrtstrecke) westlich von Valladolid. Das Klima im Winter ist kalt, im Sommer dagegen warm bis heiß; der spärliche Regen (ca. 433 mm/Jahr) fällt verteilt übers ganze Jahr.

## Bevölkerungsentwicklung
| Jahr      | 1970 | 1981 | 1991 | 2001 | 2011 | 2021 |
| Einwohner | 232  | 199  | 181  | 165  | 137  | 109  |

Der Bevölkerungsrückgang den 1950er Jahren ist im Wesentlichen auf die Mechanisierung der Landwirtschaft und die Aufgabe von bäuerlichen Kleinbetrieben zurückzuführen (Landflucht).

## Sehenswürdigkeiten
- Michaeliskirche (Iglesia de San Miguel Arcángel)

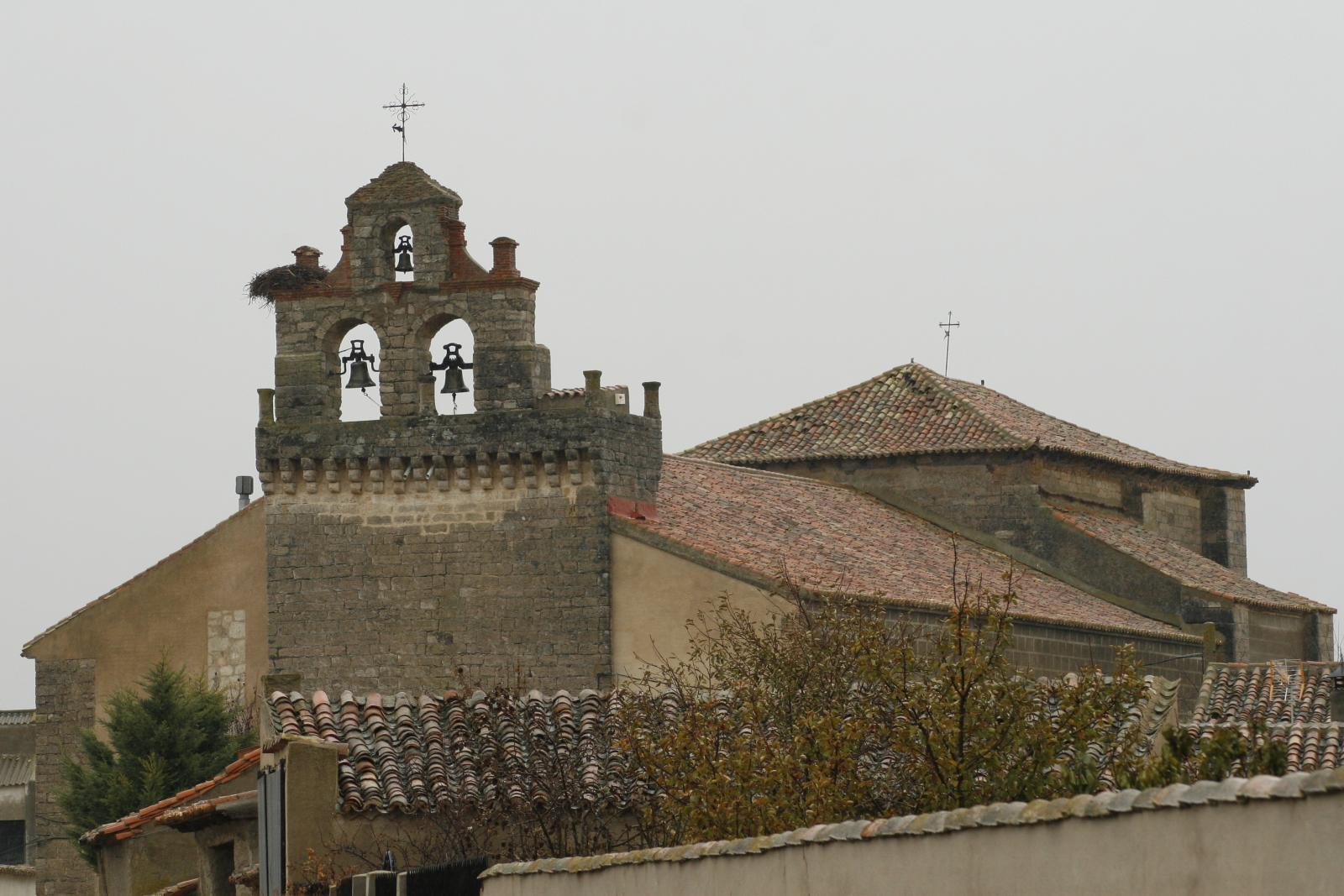
Michaeliskirche